# مگالوپلیس (فیلم)
مگالوپلیس(به انگلیسی: Megalopolis) یک فیلم درام علمی تخیلی حماسی آمریکایی محصول سال ۲۰۲۴ به نویسندگی، کارگردانی و تهیه‌کنندگی فرانسیس فورد کوپولا است. در این فیلم آدام درایور، جانکارلو اسپوزیتو، ناتالی امانوئل، آبری پلازا، شایا لباف، جان ویت، لارنس فیشبرن، تالیا شایر، جیسون شوارتزمن، کلوئه فاینمن، کاترین هانتر، گریس فاندروال، جیمز رمار، دی بی سویینی و داستین هافمن ایفای نقش می‌کنند. داستان فیلم در یک شهر جایگزین قرن بیست و یکمی در نیویورک (که به «رم جدید» تغییر شکل داده است)، داستان معمار رؤیایی به نام سزار کاتیلینا (درایور) را دنبال می‌کند که با شهردار فاسد فرانکلین سیسرو (اسپوزیتو)، که با طرح‌های کاتالینا برای احیای رم جدید به عنوان یک «مگالوپلیس» مخالفت می‌کند، درگیر می‌شود. این فیلم به شدت به تاریخ روم، به ویژه توطئه کاتیلینا در سال ۶۳ قبل از میلاد و انتقال از جمهوری روم به امپراتوری روم اشاره دارد.
در سال ۱۹۷۷، کوپولا به این فکر افتاد که فیلمی بسازد که با بازگویی توطئه کاتیلینا در نیویورک امروزی، تشابهاتی بین سقوط جمهوری روم و آینده ایالات متحده ترسیم کند. اگرچه او طراحی فیلم را در سال ۱۹۸۳ آغاز کرده بود، اما این پروژه چندین دهه را در برزخ توسعه سپری کرد. کوپولا در سال‌های ۱۹۸۹ و ۲۰۰۱ تلاش کرد تا فیلم را تولید کند، اما هر بار استودیوها از تأمین مالی فیلم خودداری کردند، بیشتر به دلیل رشته ناامیدی‌های کوپولا در اواخر دوران حرفه‌ای خود در گیشه و همچنین حملات ۱۱ سپتامبر. کوپولا که از سیستم استودیویی سرخورده شده بود، مگالوپلیس را تولید نکرد تا اینکه ثروت زیادی در تجارت شراب سازی خودش به دست آورد. او حداقل ۱۲۰ میلیون دلار از پول خود را برای ساخت این فیلم خرج کرد. تصویربرداری اصلی از نوامبر ۲۰۲۲ تا مارس ۲۰۲۳ در گرجستان انجام شد.
این فیلم دوباره کوپولا را با همکاران قبلی از جمله بازیگران اسپوزیتو، فیشبرن، رمار، شایر و سوینی، فیلمبردار میهای مالایماره، کارگردان واحد دوم رومن کوپولا و آهنگساز اسوالدو گولیجوف متحد کرد. مانند چندین فیلم دیگر کوپولا، مگالوپلیس تولید مشکلی داشت. کوپولا سبکی تجربی را در پیش گرفت و بازیگرانش را به بداهه‌پردازی و نوشتن صحنه‌های خاصی در طول فیلمبرداری تشویق کرد و تغییرات لحظه آخری خود را به فیلمنامه اضافه کرد. بخش هنر و تیم جلوه‌های بصری، در میان دیگران، در نیمه راه تولید فیلم را ترک کردند.
مگالوپلیس برای رقابت برای نخل طلای هفتاد و هفتمین جشنواره فیلم کن انتخاب شد، اما منتقدان و استودیوهای هالیوود را دو قطبی کرد. کوپولا نتوانست استودیویی پیدا کند که هم هزینه‌های تولید او را جبران کند و هم هزینه یک کمپین بازاریابی بزرگ را بپردازد. او تصمیم گرفت که بودجه کمپین بازاریابی خود را به صورت شخصی تأمین کند و لاینزگیت فیلم را به صورت تئاتری در ایالات متحده اکران کرد. این فیلم در آستانه انتشار مشکلاتی را پشت سر گذاشت: یک تریلر به دلیل استفاده از نقل قول‌های ساختگی حذف شد و کوپولا از نشریه تجاری ورایتی به دلیل افترا پس از انتشار اتهامات سوء رفتار جنسی در صحنه فیلمبرداری شکایت کرد. این فیلم در ۱۶ می ۲۰۲۴ در جشنواره کن به نمایش درآمد و در ۲۷ سپتامبر ۲۰۲۴ اکران شد. این فیلم تاکنون ۱۲ میلیون دلار در سراسر جهان درآمد داشته است.

## طرح داستان
یک تصادف مادرشهری شبیه شهر نیویورک را که در حال زوال است ویران می‌کند. سزار، یک معمار ایده آلیست، قصد دارد شهر را به عنوان یک آرمان‌شهر پایدار بازسازی کند، در حالی که شهردار، فرانک سیسرو، برنامه‌های دیگری مطابق با فساد، حرص و طمع و شهوت قدرت خود دارد. جولیا، دختر اجتماعی فرانک، بین مردان مخالف و بینش‌هایشان قرار می‌گیرد. او خسته از توجه و قدرتی که با آن متولد شده است، به دنبال معنای زندگی خود می‌گردد.

## بازیگران
- آدام درایور در نقش سزار
- ناتالی امانوئل در نقش جولیا سیسرو
- فارست ویتاکر در نقش فرانک سیسرو
- جان ویت
- لارنس فیشبرن
- آبری پلازا
- جیسون شوارتزمن
- شایا لباف
- تالیا شایر
- گریس فاندروال
- کاترین هانتر
- جیمز رمار
- کلوئه فاینمن
- مادلین گاردلا
- ایزابل کاسمن
- دی بی سویینی
- بیلی ایوز
- داستین هافمن

## تولید

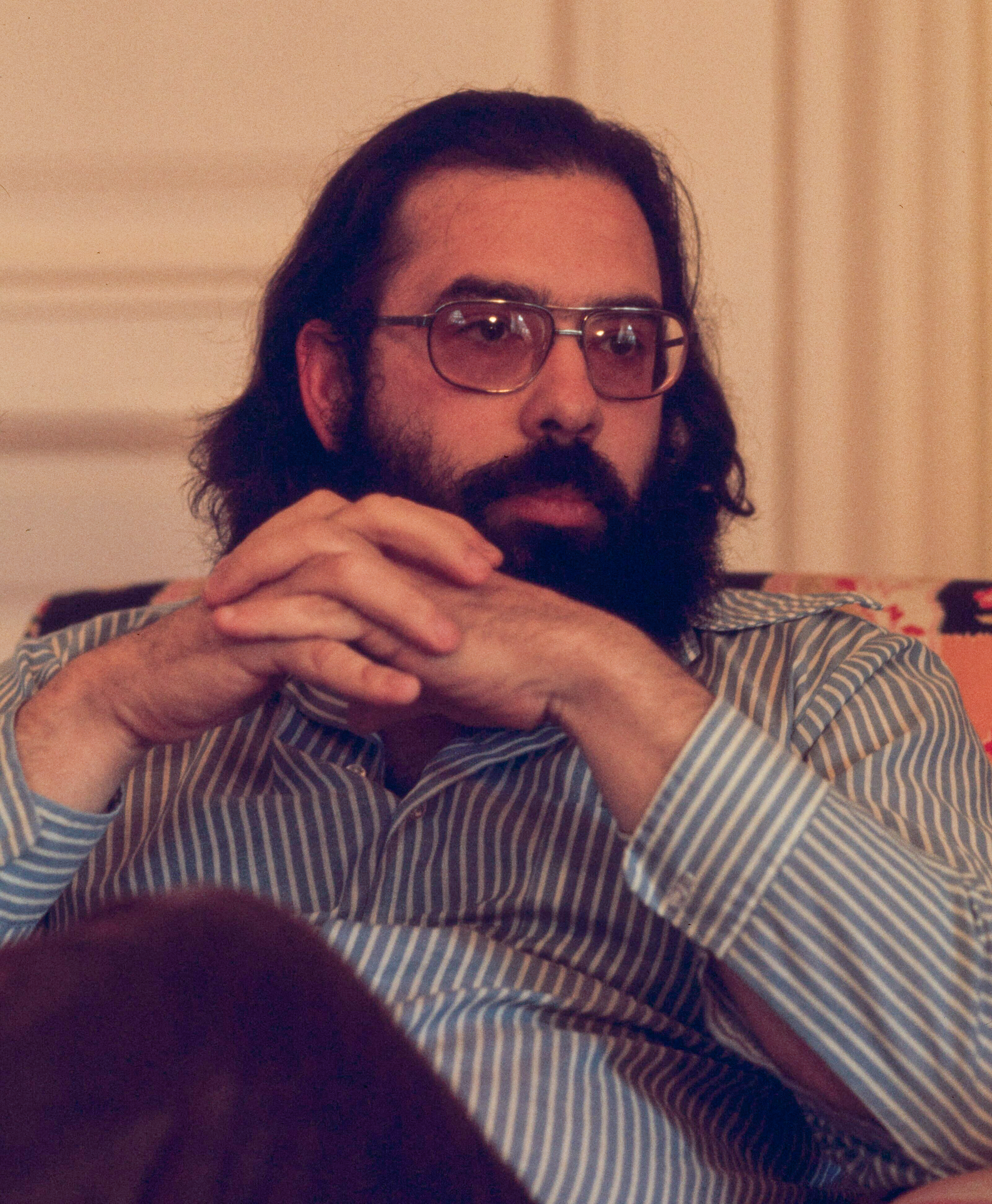
فرانسیس فورد کوپولا نویسنده، کارگردان و تهیه‌کننده در سال ۱۹۷۳

فرانسیس فورد کوپولا نویسندگیِ فیلم مگالوپلیس را در دهه ۱۹۸۰ آغاز کرد، که برای او پروژه‌ای پرشور بود. در مصاحبه‌ای در مهٔ ۲۰۰۷ با اینت ایت کول نیوز، کوپولا اظهار داشت که توافقاتش برای کارگردانی فیلم‌های جک و دلال بیمه و دراکولای برام استوکر برای رهایی از بدهی و تأمین مالی مگالوپلیس انجام شده است. تا سال ۲۰۰۱، کوپولا شروع به برگزاری میزخوانی با بازیگرانی از جمله راسل کرو، رابرت دنیرو، لئوناردو دی‌کاپریو، نیکلاس کیج، پل نیومن، کوین اسپیسی، جیمز گاندولفینی، ادی فالکو و اوما تورمن کرد، و تقریباً ۳۰ ساعت از فیلم را در شهر نیویورک با ران فریک ضبط کرد، که همه آنها پس از حملات ۱۱ سپتامبر رد شدند. در پاسخ به این موضوع، کوپولا اظهار داشت: «این امر کار را واقعاً سخت کرد [...] فیلمی دربارهٔ یک آرمان‌شهر با شهر نیویورک به عنوان شخصیت اصلی اما به‌طور ناگهانی نمی‌توان دیگر دربارهٔ نیویورک نوشت، بدون اینکه به پیامدهای آنچه رخ داده است بپردازید [...] دنیا مورد حمله قرار گرفت و من نمی‌دانستم چگونه با آن کنار بیایم. من تلاش کردم.» کوپولا در سال ۲۰۰۷ اظهار داشت که پروژه را رها کرده است، اما پس از ۱۲ سال در مهٔ ۲۰۱۹ اعلام کرد که توسعه را از سر خواهد گرفت، و به آن بازگشته است و برای نقش‌های اصلی به جود لاو و شایا لباف مراجعه کرده است. در اوت ۲۰۲۱، تأیید شد که مذاکرات با بازیگران برای بازی در این فیلم آغاز شده است؛ جیمز کان قرار بود همبازی شود در حالی که اسکار آیزاک، فارست ویتاکر، کیت بلانشت، جان ویت، زندایا، میشل فایفر و جسیکا لنگ در مراحل مختلف مذاکره بودند. تا مارس ۲۰۲۲، خواهر کوپولا، تالیا شایر، علاقهٔ خود را برای پیوستن به بازیگران ابراز کرد، و گزارش شد که آیزاک پروژه را واگذار کرده است. در ماه مه، ویتاکر و وویت برای بازیگری تأیید شدند و آدام درایور، ناتالی امانوئل و لارنس فیشبرن به آن اضافه شدند. در ۶ ژوئیه، کان که هنوز در حال مذاکره برای فیلم بود، درگذشت. در ماه اوت، آبری پلازا، جیسون شوارتزمن، گریس فاندروال، کاترین هانتر و جیمز رمار به بازیگران پیوستند و شایر و لباف نیز تأیید کردند که بخشی از بازیگران هستند. کلویی فاینمن، مادلین گاردلا، ایزابل کوسمن، دی بی سویینی، بیلی آیوز و داستین هافمن در ماه اکتبر به جمع بازیگران پیوستند.
در فوریه ۲۰۲۲، کوپولا گفت که ۱۲۰ میلیون دلار از پول خود را خرج‌کرده و «قطعه مهمی از امپراطوری مشروبات خود» را برای تولید فیلم فروخته است. در ماه مه، بودجه فیلم زیر ۱۰۰ میلیون دلار گزارش شد. پیش‌تولید از اواسط ژوئیه ۲۰۲۲ آغاز شد. تصویربرداری اصلی در تریلیث استودیوز در جورجیا در ۱ نوامبر ۲۰۲۲ آغاز شد، و تصاویری از فیلم‌برداری لباف و امانوئل در آتلانتا در ۸ نوامبر منتشر شدند. تولید فیلم قرار بود در مارس ۲۰۲۳ به پایان برسد.

### فیلمبرداری
این فیلم با استفاده از همان فناوری اِل‌ئی‌دی که برای بتمن و مندلورین استفاده شده بود، فیلم‌برداری شد. تصویربرداری اصلی در استودیو تریلیث در جورجیا در ۱ نوامبر ۲۰۲۲ آغاز شد، و عکس‌های مجموعه‌ای از فیلمبرداری در آتلانتا در ۸ نوامبر منتشر شدند، و قرار بود در مارس ۲۰۲۳ به پایان برسد. این فیلم در ابتدا با استفاده از فناوری OSVP فیلمبرداری شد اما «با افزایش چالش‌ها و هزینه‌های آن رویکرد، تیم تولید تلاش کرد به سمت رویکردی کم‌هزینه‌تر و سنتی‌تر روی صفحه سبز متمرکز شود.»
در ژانویه ۲۰۲۳، فیلم در نیمه راه فیلمبرداری بود که گزارش‌ها حاکی از آن بود که بودجه آن از ۱۲۰ میلیون دلار اصلی هم بیشتر شده است، که روزنامه نگاران آن را با تولیداتی چون اینک آخرالزمان (۱۹۷۹) مقایسه کردند. به دلیل گزارش «محیط فیلمبرداری ناپایدار»، چندین نفر از خدمه فیلم از جمله طراح تولید، بث میکل، کارگردان هنری دیوید اسکات، و ناظر جلوه‌های بصری مارک راسل، همراه با بقیه تیم جلوه‌های بصری از فیلم خارج شدند. کاپولا و درایور گزارش را به چالش کشیدند و گفتند که با وجود گردش مالی در خدمه، تولید طبق برنامه، بودجه و بدون مشکل پیش می‌رود. در همان زمان، مایک فیگیس، فیلمساز، یک مستند پشت صحنه در مورد تولید این فیلم کارگردانی کرد. این مستند اکران فیلم را همراهی می‌کند و شامل مصاحبه‌هایی با جورج لوکاس، مارتین اسکورسیزی و استیون اسپیلبرگ می‌باشد. درایور فیلمبرداری نقش خود را در اوایل ماه مارس به پایان رساند. فیلمبرداری در ۳۰ مارس ۲۰۲۳ به پایان رسید.
در اوت ۲۰۲۳، در جریان اعتصابات ۲۰۲۳ سگ-افترا، این فیلم یک توافق موقت از SAG-AFTRA برای فیلمبرداری مجدد دریافت کرد.

## انتشار
کاپولا نخستین بار فیلم را به‌طور کامل روی صفحه‌نمایش آی‌مکس در دفتر مرکزی این شرکت در لس آنجلس دید. این فیلم از فناوری دوربین برای سکانس‌های خاصی استفاده می‌کرد که می‌توانست کل صفحه آی‌مکس را پوشش دهد. در ۲۸ مارس ۲۰۲۴، یک نمایش خصوصی از فیلم به توزیع‌کنندگان در سینمای آی‌مکس یونیورسال-سیتی‌واک در هالیوود ارائه شد.
این فیلم نخستین بار در هفتاد و هفتمین جشنواره فیلم کن در ۱۶ مهٔ ۲۰۲۴ نمایش داده شد که آن‌جا برای نخل طلای جشنواره در رقابت بود. در آن‌جا با تشویق ایستادهٔ ۷ دقیقه‌ای روبه‌رو شد و سخنرانی کاپولا دچار وقفه شد. هم در نمایش خصوصی و هم در افتتاحیهٔ فیلم کن، شخصی روی صحنه رفت و از سزار، قهرمان داستان، طی سکانسی از مصاحبهٔ مطبوعاتی، سؤال پرسید. سپس این فیلم سزار را به‌گونه‌ای نمایش می‌دهد که ظاهراً دیوار چهارم را با پاسخ دادن به‌طور زنده می‌شکند.
در ۱۷ ژوئن، لاینزگیت فیلمز حقوق توزیع داخلی را به دست آورد و اکران را برای ۲۷ سپتامبر ۲۰۲۴ برنامه‌ریزی کرد. آنها قبلاً از سال ۲۰۱۰ روی پخش ویدیوی خانگی فیلم‌های کاپولا کار می‌کردند. این معامله پس از آن صورت گرفت که کاپولا موافقت کرد بیشتر هزینه‌های بازاریابی را بپردازد که تخمین زده می‌شود ۱۵ تا ۱۷ میلیون دلار باشد.

## بازخورد

### گیشه
این فیلم حدود ۷۷۰٫۰۰۰ دلار از پیش‌نمایش‌های پنجشنبه‌شب (که ۳۰۰٫۰۰۰ دلار از اکران پیش‌نمایش روز دوشنبه بود) به دست آورد.

### واکنش انتقادی
در وبگاه جمع‌آوری نقد راتن تومیتوز، ٪۵۰ از ۱۸۷ بررسی منتقدان مثبت است، و میانگینِ امتیاز آن ۴٫۹/۱۰ است. این فیلم در متاکریتیک که از میانگین وزنی استفاده می‌کند، بر اساس نظر ۵۷ منتقدین امتیاز ۵۶ از ۱۰۰ را کسب کرده که نشان‌گر «نقدهای مختلط یا متوسط» است.

## یادداشت
1. ↑  همچنین با عنوان مگالوپولیسِ فرانسیس فورد کاپولا: یک افسانه شناخته می‌شود. (به انگلیسی: Francis Ford Coppola's Megalopolis: A Fable)[۸]